# Atlantic and St. Lawrence Railroad

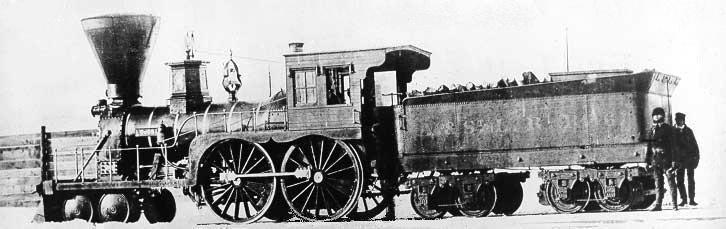
Lok "Coos" der A&SL um 1856 bei Longueuil (Québec).

Die Atlantic and St. Lawrence Railroad ist eine ehemalige Eisenbahngesellschaft in Maine, New Hampshire und Vermont (Vereinigte Staaten). Sie baute und betrieb eine 240 Kilometer lange Hauptstrecke von Portland nach Island Pond und bestand als eigenständige Gesellschaft von 1845 bis 1960.
Die Gesellschaft wurde am 10. Februar 1845 zunächst in Maine gegründet, am 30. Juli 1847 jedoch auch in New Hampshire und am 27. Oktober 1848 schließlich in Vermont. Da es von vornherein beabsichtigt war, die Strecke an das kanadische Eisenbahnnetz anzuschließen, wählte man die Spurweite von 5,5 Fuß (1676 mm), die in Kanada weit verbreitet war. Die Strecke wurde abschnittsweise bis 1853 eröffnet.
Mit Wirkung vom 1. Juli 1853 leaste die Grand Trunk Railway (GTR) die Atlantic&St. Lawrence für 999 Jahre. 1874 spurte die GTR die Strecke auf Normalspur um. Erst 1960 erfolgte die Auflösung der Atlantic&St. Lawrence durch die Fusion mit den Canadian National Railways, die die GTR übernommen hatte. Die Strecke ist bis auf den Abschnitt zwischen Portland und dem Güterbahnhof East Deering noch heute in Betrieb und gehört der St. Lawrence and Atlantic Railroad. Diese Gesellschaft gehört heute zu Genesee and Wyoming. In Portland befindet sich heute auf einem Teil des stillgelegten Streckenstücks die schmalspurige Museumsbahn des Maine Narrow Gauge Railroad Museums.